# Franziskuskirche (Hervartov)

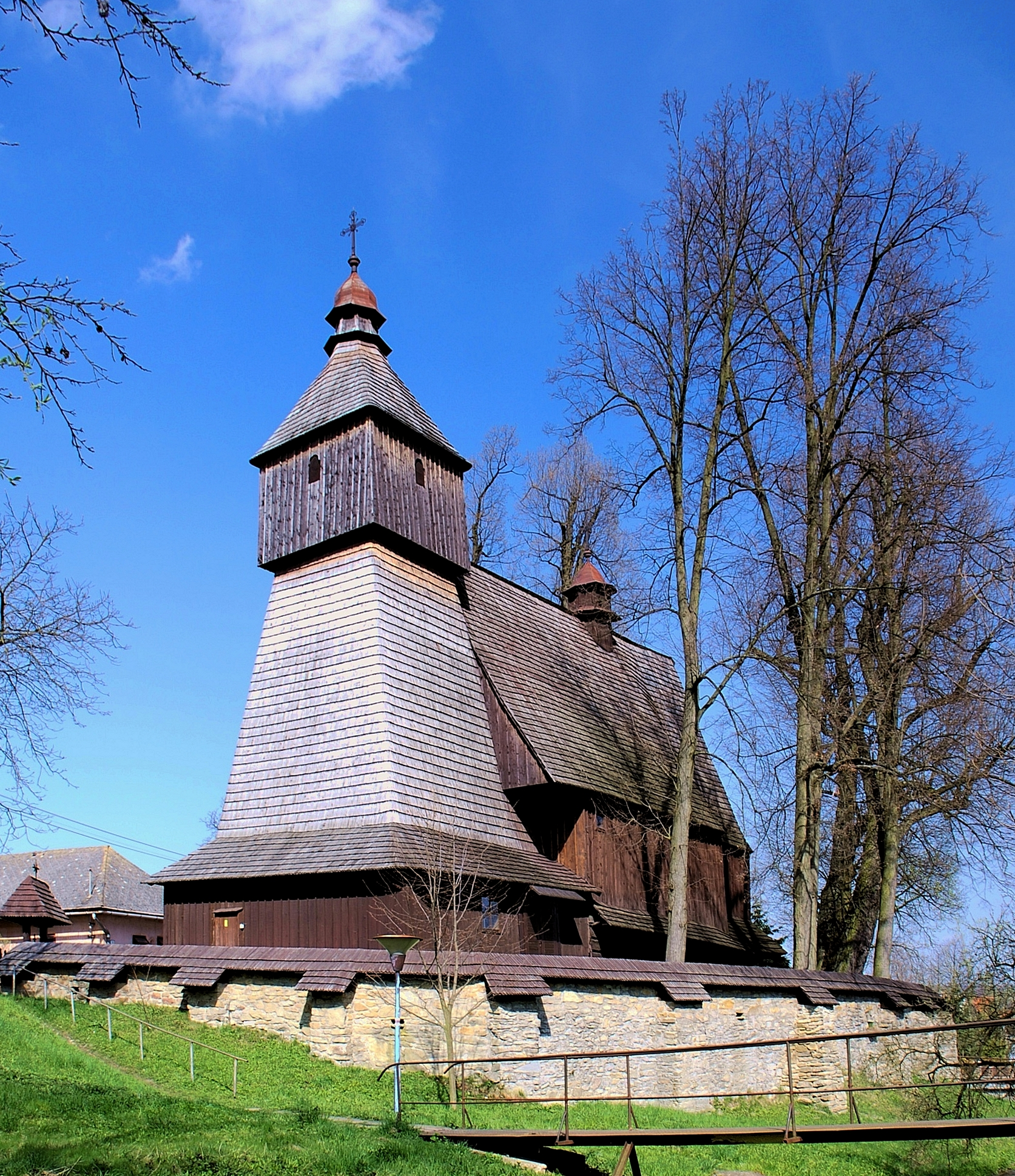
Franziskuskirche in Hervartov

Die Franziskuskirche (slowakisch Kostol svätého Františka z Assisi) ist eine römisch-katholische Holzkirche in Hervartov, Prešovský kraj, Slowakei. Sie trägt das Patrozinium des heiligen Franz von Assisi.
Die Kirche wurde in der zweiten Hälfte des 15. Jahrhunderts gebaut und ist im Äußeren fast unverändert erhalten. Als Baumaterial wurden Bretter aus Eiben und Lärchen verwendet, nur die Balken sind nach Renovierungsarbeiten aus Eichenholz hergestellt. Das Dach ist mit manuell gefertigten Holzschindel gedeckt.
Im Inneren besteht die Kirche aus einem polygonalen Presbyterium, einer kleinen Sakristei, einem rechteckigen Schiff und dem Turm, dessen unterer Teil den Vorraum bildet. Im Gegensatz zum Äußeren wurde die innere Gestaltung mehrfach geändert, insbesondere in der Zeit der Reformation, als ursprüngliche Fresken und Bilder im Sinne des evangelischen Glaubens neu gemalt wurden. Im 18. Jahrhundert verlief die Rekatholisierung mit einer neuen barocken Gestaltung des Inneren. Zuletzt wurde die Kirche 1976 und in den frühen 1990er Jahren restauriert.
Der älteste Teil der Kirche ist der gotische Hauptaltar von Jungfrau Maria, der hl. Katharina von Alexandrien und der hl. Barbara aus den Jahren 1460–70. Die heutigen Altarflügel sind hölzerne Kopien, da das Original sich in der ungarischen Nationalgalerie in Budapest befindet. Weiter sind hier Tafelbilder des hl. Franz von Assisi, hl. Christoph und Katharina von Siena. Die Wandmalereien von Andrej Hafčík aus dem Jahr 1665 zeigen Motive von Adam und Eva im Paradies, vom Kampf von hl. Georg mit einem Drachen sowie von klugen und törichten Jungfrauen. Begleitet sind diese Malereien durch lateinische Inschriften, einzig ein kurzes Stück ist in der Sprache der Kralitzer Bibel (tschechisch) beziehungsweise einer früheren Form des Slowakischen verfasst.
Seit 2008 ist die Kirche Teil des UNESCO-Welterbes: „Holzkirchen im slowakischen Teil der Karpaten“.